# Echternacher Verschönerungsverein
Der Echternacher Verschönerungsverein (Société d'embellissement d'Echternach) war der erste Verschönerungsverein in Luxemburg. Der Überlieferung nach soll der Verein möglicherweise bereits 1876, spätestens aber 1877 in Echternach entstanden sein. Und so feierte man 1927 sein 50-jähriges, 1977 sein 100-jähriges und 2012 sein 135-jähriges Bestehen. In Wahrheit wurde der Verein aber erst 1880 gegründet. Im Juli jenes Jahres wurden in einer ersten Versammlung die Weichen dazu gestellt; am 13. August 1880 fand die erste Generalversammlung statt und wurden die ersten Statuten verabschiedet. Am 10. Oktober 1880 wurde Generaldirektor (Minister) Paul Eyschen stellvertretend für die Regierung brieflich von der Existenz des Vereins in Kenntnis gesetzt.
Der Zweck des Vereins war es, Echternach und dessen Umgebung in weiteren Kreisen bekannt, die umgebenden Naturschönheiten zugänglich zu machen, und in der Stadt Echternach selbst Verbesserungs- und Verschönerungsarbeiten vorzunehmen, um somit den Tourismus zu fördern.
Unter den Arbeiten, die der Verein in der ersten Zeit verrichtete, stechen besonders hervor: die Erschließung der Echternacher Wolfsschlucht im Jahre 1881 und der Wiederaufbau der Liboriuskapelle auf dem Ernzerberg im Jahre 1901 in Zusammenarbeit mit der Ortsgruppe Bollendorf des Eifelvereins, ein schönes Beispiel von grenzüberschreitender Zusammenarbeit, liegt die Kapelle doch jenseits des Grenzflusses Sauer auf deutschem Gebiet bei Echternacherbrück. 1905 gab der Verein seinen ersten Touristenführer für Echternach und Umgebung heraus.
Im Zweiten Weltkrieg musste der Echternacher Verschönerungsverein, nachdem Luxemburg von Nazideutschland besetzt worden war, seine Aktivität einstellen. Im Dezember 1945 nahm er sie wieder auf.
Der Echternacher Verschönerungsverein hat im Laufe der Zeit immer mehr die Aufgaben eines Verkehrsvereins übernommen und tritt in dem Zusammenhang als „Tourist Office“ oder „Syndicat d'initiative et de tourisme“ in Erscheinung.